# Тинка, Георге
Георге Тинка  (рум. Gheorghe Tinca; 21 сентября 1941, Бухарест — 11 апреля 2024, там же) — румынский государственный деятель, дипломат, министр обороны Румынии (1994—1996).
В 1959—1964 годах изучал право в университете Бухареста. Затем работал в Министерстве иностранных дел Румынии.
Член Социал-демократической партии Румынии.
С 6 марта 1994 по 12 декабря 1996 года был первым гражданским министром обороны Румынии в правительстве Николае Вэкэрою. 
С 2001 года работал послом Румынии в Праге.
Умер 11 апреля 2024 года в возрасте 82 лет.